# 網走番外地 (東映)
『網走番外地』（あばしりばんがいち）は、1965年4月18日に劇場公開された日本映画。製作・配給：東映。主演高倉健の人気を決定づけた「網走番外地シリーズ」の第1作。また監督・石井輝男にとっても代表作である。モノクロ、シネマスコープ（2.35:1）、92分。映倫番号：13875。
公開時の併映作品は『関東流れ者』（主演：鶴田浩二）。

## 物語

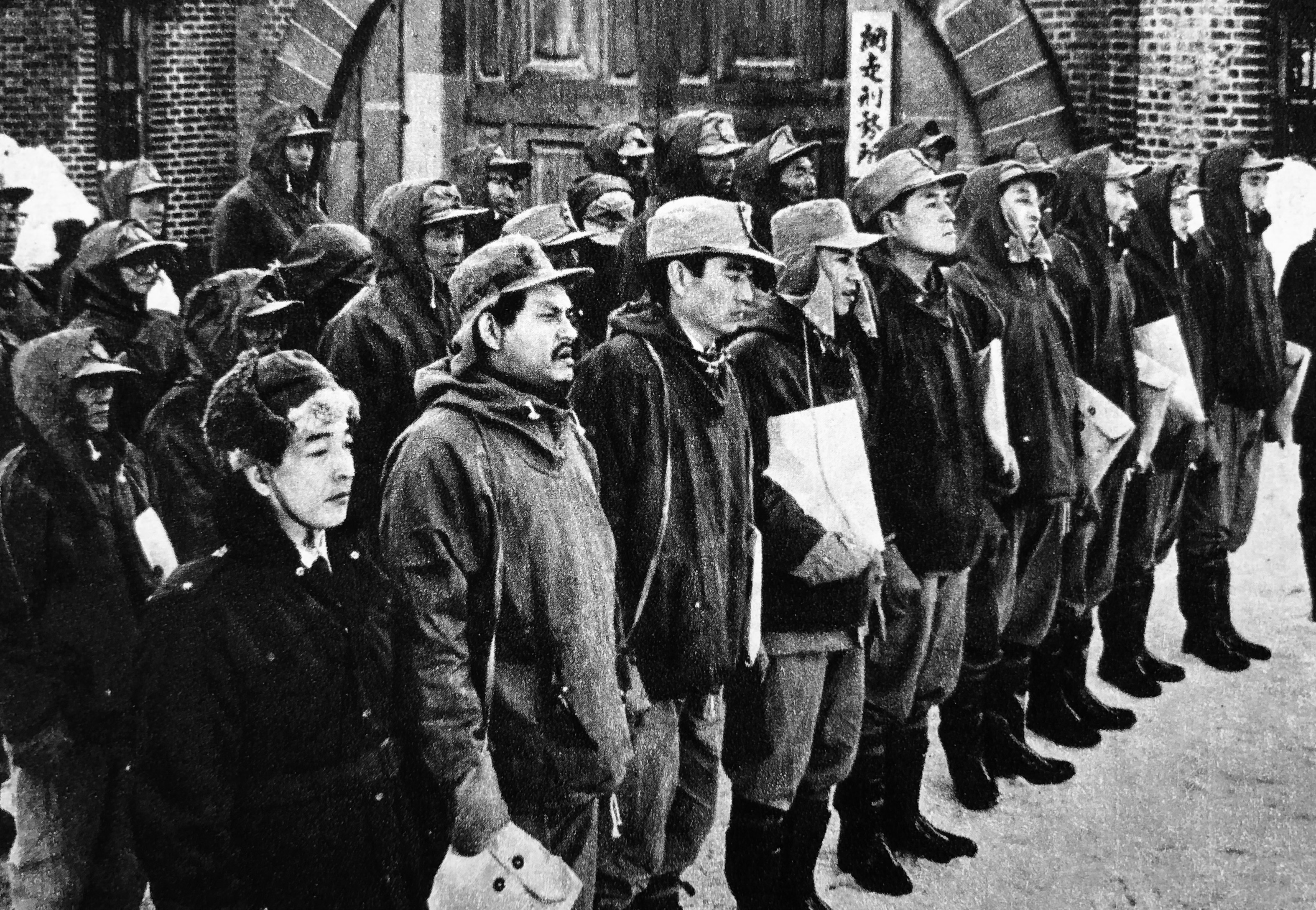
南原宏治、高倉健

冬。渡世の義理で人を斬り、懲役3年を宣告されたヤクザ・橘真一は受刑者となり、他の囚人たちとともに手錠と腰縄でつながれて網走駅からトラックに乗せられ、網走刑務所へ護送される。
雑居房に入れられて2年後。橘は、同期入監した権田や、殺人鬼「鬼寅」の義兄弟を自称し、牢名主として幅を利かせる先輩囚人の依田と喧嘩を起こして、懲罰房に送られる。懲罰房でひとりになった橘は、自身の人生を回想する。橘の母は彼や妹が幼い頃、子供たちを飢えさせないために不幸な再婚をした。橘は成長すると、養父の横暴に耐え切れず母と妹を残して故郷を飛び出し、都会へ出てヤクザとなったのだった。自身の生き方を見つめ直した橘は心を入れ替えようと決意する。
労役に真面目に向き合うようになった橘を、囚人たちは「点数稼ぎ」と冷ややかに見るが、保護司の妻木だけは親身に彼を見守る。橘の残り刑期が半年を切ったある夜、彼は他の囚人に対する意地から、浴場で歌い踊る騒動を起こし、再び懲罰房へ入れられる。懲罰房を訪ねた妻木に対し、橘は「故郷の妹から『母が死の床にあり、1日も早く戻ってほしい』と手紙が来た」と明かす。同情した妻木は仮釈放の手続きを約束する。
一方、依田・権田たちが脱獄計画を練る。彼らは「密告すれば渡世の仁義を踏みにじるイヌだ」と橘を脅す。巻き込まれて仮釈放の機会を失いかねない橘は苦悩する。脱獄決行の寸前、橘の葛藤を見抜いた雑居房で最古参の老囚人・阿久田が囚人たちを命がけで食い止め、計画は防がれる。彼は自分こそが「鬼寅」であると明かす。
翌日、森林伐採の労役でトラックに乗せられた依田らは無蓋の荷台から飛び降り、脱走を図る。依田は凍った池を踏み破って失敗に終わるが、権田と手錠でつながれた橘は彼と一緒に行動せざるを得なくなる。「橘が脱獄した」との報告を聞いた妻木は、橘の仮釈放認可の書類を握りつぶし、猟銃を手に2人を追う。
権田は走る汽車の車輪で手錠を切ることを思いつき、橘とともに線路に伏せる。線路の外側にいた権田は汽車が通過する際に車体に接触して大怪我を負う。意識を失いながら母親を呼ぶ権田に心を動かされた橘は馬ぞりで追いついた妻木に対し、「権田を病院に連れて行ってくれ」と懇願する。橘の真剣な様子に、脱獄が彼の計画でないことをさとった妻木は快諾する。妹からの知らせでは母は危篤状態から脱したという。馬ぞりは大雪原を走り、地平線の果てに消える。

## 出演者
順は本作冒頭のタイトルバックに基づく。一部役名はキネマ旬報映画データベース（KINENOTE）によった。
- 橘真一（囚人・傷害罪） - 高倉健

- 権田権三（囚人・強盗強姦殺人未遂罪） - 南原宏治
- 夏目（囚人・強姦罪） - 待田京介

- 阿久田寅吉＝八人殺しの鬼寅 - 嵐寛寿郎

- 依田平蔵（囚人・放火殺人罪） - 安部徹
- 妻木の妻 - 宗方奈美

- 大槻（囚人・前科十三犯） - 田中邦衛
- 橘秀子（橘の母） - 風見章子

- 橘国造（橘の養父） - 沢彰謙
- パチクリ（看守） - 杉義一

- 囚人A（心中未遂）- 潮健児
- 教育課長 - 関山耕司

- 囚人百十番（カンカン踊りの囚人） - ジョージ吉村
- 冬木部長 - 菅沼正

- 秩父一家親分（橘が斬った男） - 志摩栄
- 捜索隊員 - 河合絃司
- 担当看守 - 北山達也

- 秩父一家子分 - 日尾孝司
- 夜勤・検身の看守 - 久保一

- 沢本（喫煙する囚人） - 佐藤晟也
- 捜索隊員 - 小塚十紀雄

- 看守 - 山之内修、相馬剛三
- 囚人C - 三重街恒二

- 囚人B - 滝島孝二
- 看守 - 久地明
- 捜索隊員 - 沢田実

- 出っ歯の先輩囚人 - 沢田浩二
- 捜索隊員 - 秋山敏

- 仏の桑原（囚人） - 水城一狼
- 看守 - 久保比佐志、山田甲一

- 捜索隊員 - 植田貞光
- 囚人 - 最上逸馬

- 橘道子（橘の妹） - 勝間典子
- 橘真一（幼少期） - 佐藤公明
- 橘道子（橘の妹・幼少期） - 石川エリ子

- 妻木（橘の保護司） - 丹波哲郎

## スタッフ
順（監督を除く）と職掌は本作冒頭のタイトルバックに基づく。
- 監督：石井輝男
- 企画：大賀義文
- 原作：伊藤一
- 脚本：石井輝男
- 撮影：山沢義一
- 録音：加瀬寿士
- 照明：大野忠三郎
- 美術：藤田博
- 音楽：八木正生
- 編集：鈴木寛
- 助監督：内藤誠
- 進行主任：白浜汎城
- 現像：東映化学工業株式会社
- 主題歌：高倉健「網走番外地」[1]（テイチクレコード）
  - 作詞：タカオ・カンベ[1][注釈 1]
  - 作曲：山田栄一[1][注釈 2]

## 製作

### 企画
1962年か1963年ころ、当時東映の専属俳優だった三國連太郎が、実際にあった網走刑務所囚人脱走計画事件を知り、自ら事件をモデルにした『網走監獄の脱走』と第する企画を岡田茂東映東京撮影所長（当時）に提出したのが本作の始まりである。三國は当時、岡田が深作欣二や石井輝男らを使って当てていた“ギャング物”“現代アクション路線”の延長上にある“娯楽アクション映画”であることを強調し、自身はまだ独立プロを興して間がないため、自ら監督はやらず、『天草四郎時貞』（1962年）で組んだ大島渚を推薦した。岡田も賛成し、「大島監督に一発ホームランを打たせてやれるようなものにしたい」と企画は了承された。企画窓口は俊藤浩滋、脚本は大島と石堂淑朗、主演は三國と俊藤がマネージメントしていたアイ・ジョージで進められていたが、東映上層部は『天草四郎時貞』を興行的に惨敗させた大島への不信感が強く、この企画を監督させなかったといわれる。その後、三國主演・佐藤純彌監督で『脱獄』と仮題がつけられた企画が浮上したが、岡田が“東映のギャング物”の延長の企画に、暗い三國の主演はふさわしくないと「鶴の一声」で中止させたといわれる。岡田は三國に対し『天草四郎時貞』の興業的失敗の責任の一端があると考えていたとみられている。
三國主演の可能性がなくなったことから、企画はそのままの形で使えなくなった。そこで目をつけたのが伊藤一が1956年に出版した実録物の小説『網走番外地』であった。本作は著者が1950年代前半に網走刑務所で1年数か月服役した経験をもとに書いた小説で、1959年に日活で原作をほぼ忠実に映画化した同名の映画『網走番外地』が封切られていたが、東映版は、三國が持ちこんだ企画にあてはまるプロットを自在にふくらませただけで、伊藤一の小説からは題名を拝借しただけであった。本作のクレジットには三國連太郎の名はない。
一方、石井輝男は「企画は今田智憲東京撮影所長（当時）です」と述べている。1965年の年始め、今田が石井に「『網走番外地』って、すごくいい歌があるんだ。網走刑務所の受刑者の間で歌い継がれてるらしいんだけど、これで何かできないだろうか」と、話を持って来た。石井は「実はそのときすでに、私の前作『顔役』でその歌を使っていたんですが、歌の好きな今田所長は別のところで知ったのかもしれません。日活も映画化した原作を読みましたが、これはかなり甘い話で気に入らなかった。新東宝時代から私が温めていた『手錠のまゝの脱獄』をヒントにした話をこの企画にかぶせたら、今田所長もノッてくれたので脚本を書いたんです」と話している。
本作の当初の企画者であった三國連太郎は、自らが興した独立プロで自身が監督した『台風』の配給を東映に拒否され、それでも契約関係にあった東映作品に出演していたが、主力映画が任侠映画路線へと傾斜していく東映には自分の出番はないと思い、本作公開の翌年には東映との契約関係を解消し、完全にフリーとなった。

### 脚本
当初の企画がギャング物の延長であったことから、東映東京撮影所にギャング物というドル箱を打ちたてた石井輝男に白羽の矢が立った。石井は、かねてより温めていたスタンリー・クレイマー監督の米映画『手錠のまゝの脱獄』（1958年）を巧みに換骨奪胎して、原作の題名を生かしながら日本版『手錠のまゝの脱獄』といえる脚本を書いた。石井は最初から高倉健の主役を想定してホンを書いたと話している。
編成段階で2本立て興行の添え物の企画に転じた。併映の京都撮影所製作による『関東流れ者』はカラーだったが、本作も最初カラーで企画されながら「主役が脱獄囚であり、ヒロインにあたる女優が登場せず、ラブロマンスもないため興収を見込めない（だから当たりそうもない）」という理由で、石井が北海道のロケハンより戻ってきたときには「予算はカット、添え物の白黒映画にする」と決定した。石井自身は白黒にすると言われたのは、北海道のロケハンより前の会議に於いてで、「それで頭に来て、予算なんか構わずロケハンを半月以上やってやった」「ほとんど雪なんだから、どうせカラーにしても白と黒しかないから。万事上手くいきました」などと述べている。
高倉は「『網走番外地』は、はじめはカラーの予定だったんだけど、美人が出ないような映画じゃ人も入らんから白黒でいい、と岡田所長に言われた。本当に金のない現場だった。ある晩無性に腹が立って、石井監督の部屋に直談判に行ったら、監督は布団を被って寝てらしてね。割れた窓から雪が吹き込んでいて、布団から出ている監督の頭に白く積もっていた。それを見た瞬間、何も言えなくなった。もし、あの時、監督の部屋のあの光景を見ていなければ、今はないと思う」と証言している。

### キャスティング
主演には石井とのコンビ作を連発していた高倉健を起用した。高倉健は最初、出演オファーにゴネていて、監督の石井と岡田茂取締役（当時）は「主演は丹波哲郎でいく」と打ち合わせしていたといわれる。また、「何とかカラーで撮らせてくれ」と執拗に迫った高倉健に対し、大川博社長は「文句があるなら主役を梅宮辰夫に変えるぞ!」と言い放ったという。
岡田が東映京都所長に転任後、東映東京は"青春路線"を展開し、舟木一夫や西郷輝彦ら、人気歌手に高額のギャラを払って、映画の主役に起用した。これに腹を立てた東映の生え抜きスター高倉が「今年で11年目、これまでは、何も言わずに会社に尽くしてきた。少しは言わせてもらう。どこの馬の骨か分からない"青二才"の歌手に200万円なんて払っているのにオレのギャラは安すぎだ」などと自身の出演料1本90万円から鶴田浩二と同額の150万円にギャラアップを要求した。高倉は1964年3月に東映との契約が切れたままになっていた。本作のクランクインは、1965年2月15日を予定していたが、東映幹部から色よい返事がなかったことから、高倉は話し合いを中断し、江利チエミとハワイに行った。これは同じように所属球団との年俸闘争が上手くいかず、海外逃避した某プロ野球選手を見習ったものだった。たまりかねた大川博社長が高倉を呼び出し「とにかく高倉君にとって悪いようにはしない。『網走番外地』には出てくれ」と高倉に頼み、本作の撮影に入った。
撮影に入る前に鬼寅役に抜擢した嵐寛寿郎が、石井監督の自宅を突然訪ねて来たため、石井は「何か重大なことかな?」とビビったが、嵐は「私の役ね、これ当りまっせー！この映画いただきました」と言った。大スターの予言に石井もすっかり自信がついたという
石井監督は意見を言わない役者が好き。石井は「健さんは決して質問しません。よっぽど僕がいい顔をしなかったときに『違いましたか?』と言うぐらいで『この先どうなるのですか?』とかまったく質問はありません。丹波哲郎にしても訊いてこない。まあ彼の場合（セリフ）を覚えてこないし（笑）。健さんも何も訊いてこないから、こっちも責任を感じて、それだけ引き立つ役にしたいと思いますね。それと健さんはゲストに来てくれた人を大事にするんです。『東映に行ってよかった。石井組に来てよかった』と言って帰ってもらいたいと思ってるんですね。だからやりやすく、監督にとってはありがたい俳優です。中には『これじゃオレの役が引き立たない』とか目先だけで『これは負けてる』『これは勝ってる』とか言う俳優も多いんですよ」などと述べている。
囚人役のひとりとしてキャスティングされていた平尾昌晃が、1965年2月20日夜に拳銃不法所持で逮捕されたため、代役が立てられた（誰かは不明）。

### 撮影

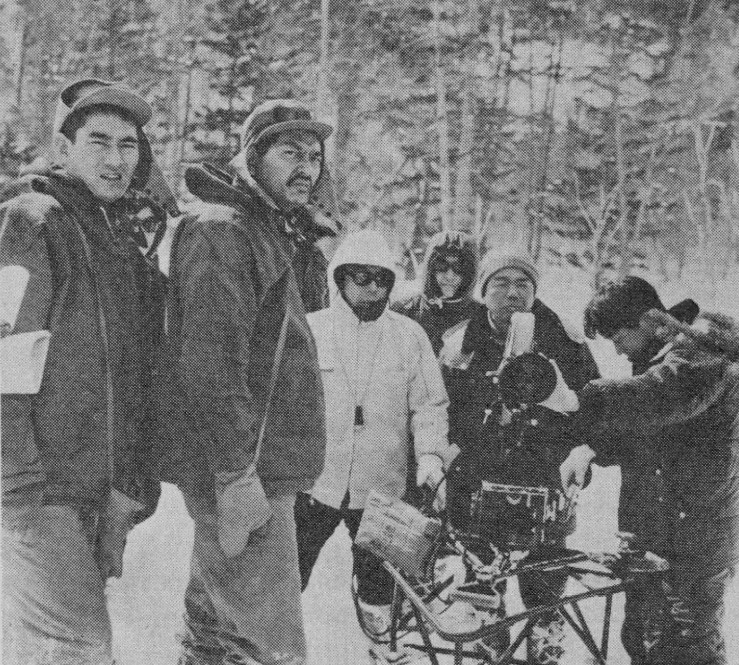
1965年2月から3月にかけて北海道で撮影が行われた。

上記の企画の変遷によって「東映番外地」にされた撮影クルーは、氷点下30度の北海道士別などでの撮影に臨んだ。
網走駅として登場する駅は近くの北浜駅。
馬を射殺するシーンでは、実際に馬をライフル銃で殺した。そのほかの馬の死ぬシーンや馬舎の放火シーンでも実際に馬を殺した。
助監督の内藤誠は「北海道ロケは1ヵ月ぐらいだったと思うけど、退屈はしなかったね。（冬の北海道なので）15時くらいになると当時の技術では撮影終了だから夜は長いし、行く所はないし、高倉健さんはお酒飲まないけど、俺たちは遊びたい盛りだから、翌日の準備を済ませると、温かいホテルでお酒を飲んで、ダンスをして、歌って、楽しかった。当然ロマンスも生まれて、北海道の人と結婚した人もいたりね。健さんは俺たちが遊んでるのをニコニコしながら見ながら、コーヒーを飲んだり催眠術をかけたり、それなりに楽しんでいましたよ（笑）」などと述べている。

## 宣伝・興行
キャッチコピーは「どうせ死ぬなら 娑婆で死ぬ」。
本作の直前に公開されていた、中村錦之助主演・田坂具隆監督による1本立て時代劇大作『冷飯とおさんとちゃん』は作品の評価こそ高かったものの、記録的な大コケで打ち切られた。そのため本作と鶴田浩二主演『関東流れ者』の2本立てが急遽繰り上げ公開された。東映では1965年に公開した『徳川家康』『飢餓海峡』『冷飯とおさんとちゃん』『にっぽん泥棒物語』と文芸大作がことごとく不入りに終わっていた。

## 評価および影響
山根貞男は「本作は広義にはヤクザ映画の一種とみなすことができるが、おもしろみの中心は、やくざの主人公が通称〈網走番外地〉こと、網走刑務所に服役して繰り広げる監獄ドラマと、出所して放浪するうち事件に巻き込まれて闘うという流れ者アクションと、この2要素の混合にある」と論じている。
本作の大成功以降、岡田茂東映京都撮影所長は「不良性感度」という言葉を盛んに使い始め、「今の世情からみて、この安定ムードの中で、観客は極端に刺激を求めている。従って純精度の高いものはダメである。俳優にしろ純情スターはもう時代遅れだ。これからは不良性感度の強いものを作らなければいけない」と宣言し、以降、東映の映画は東映京都・東映東京を併せ、この岡田理論である「不良性感度」の線上で企画・製作が行われることになった。
主演の高倉健は大雪原の脱走、トロッコによる追跡劇、列車による手錠切断などのアクションを演じきり、スターダムに駆け上がった。この頃の石井・高倉コンビの映画は世の中から浮き上がってしまったチンピラや殺し屋が体当たりで敵にぶつかって命を散らしていく内容が多く、本作および『東京ギャング対香港ギャング』『ならず者』『いれずみ突撃隊』で高倉の骨太なヒーロー像が確立していった。石井は高倉のよさを生かしながら泥臭くならない二枚目半の魅力を引き出している。石井は本作での高倉について、「やっぱり若さがあるし溌剌としてますよね。現在（2001年）は、この頃とはまた違うイメージに定まっておられますけれども。だから僕なんかは出来ればもう一度ギャング役なんかを演ってもらいたいと思います」と語っている。
シリーズを通じ、嵐寛寿郎が演じた「八人殺しの鬼寅」は映画史に残る名キャラクターとなった。石井が監督した千葉真一主演映画の『直撃地獄拳 大逆転』(1974年)にも、セルフ・パロディとして嵐演じる「鬼寅親分」が登場する。
2005年8月12日午前9時43分に監督の石井輝男が死去すると、その生前の希望を尊重して網走市の潮見墓園に墓碑が建てられ、遺骨が納められることとなった。墓碑には高倉健によって“安らかに 石井輝男”という碑文がしたためられた。また、石井の功績を讃えて博物館網走監獄の正門前に石碑が建てられ、2006年8月6日に除幕式が行われた。なお、石井が所有していた網走番外地の台本等も、同博物館に寄贈された。

## 網走番外地シリーズ
本作『網走番外地』は興行的にヒットし、シリーズ化されて石井輝男監督による続編が矢継ぎ早に製作され、2年半の間に10作が公開された（第1作と第2作『続』との間に、ストーリー上のつながりはない）。その後監督を交代した「新網走番外地」シリーズが8本製作された。
1965年度（1965年4月 - 1966年3月）、1966年度（1966年4月 - 1967年3月）の2年にわたり、シリーズ各作品が邦画興行収入のベスト10となった（後述）。
『続』から、カラー作品となった。第1作成功後、スタッフは「次こそはカラーで」と勢い込んだが、再び社長・大川博に「白黒でやれ」と言われた。東京撮影所所長の今田智憲は困り果てた挙句、本作とは全く関わりがない俊藤浩滋に頼み、俊藤が大川に直談判してようやくカラー撮影の許可が降り、以降はカラー作品となった。
第1作から第3作までは、2本立て興行のうち鶴田浩二主演作がA面で、『網走番外地』はB面。第4作以降は全て『網走番外地』がA面となった。
石井監督版シリーズは、終盤の頃には興収が振るわなくなり、人気にかげりが見え始めた。「マンネリ上等」を持論としていた岡田茂であったが、1967年末封切りされた『網走番外地 吹雪の斗争』で一旦終了を決めた。監督を続けた石井輝男自身が『網走番外地』に飽き飽きしていたという事情もあったという。
ところが同シリーズの興行価値は絶大で、観客の声をより近くで聞いている東映の館主会からシリーズ終了に関して反発を受け、「高倉健と俊藤プロデューサーが組んだ網走番外地を撮って欲しい」という要望が出された。岡田は仕方なく俊藤に頼むと「冗談やない。ひとのやった企画をいまさらやれるかいな」と断わられたが「いや、それは困る。館主会の決定なんや」と押し問答の末押し切り、俊藤のプロデュース・のべ3人の監督の演出による「新網走番外地」シリーズがその後8本製作された。
石井輝男は「網走番外地シリーズ」から離れたあと、岡田茂の要請に応え東映ポルノ「異常性愛路線」を手掛ける。のちに岡田茂は東映任侠映画路線の仕掛け人と評されるようになる。

### 石井輝男監督作品
- 網走番外地（1965年4月）
- 続 網走番外地（1965年7月） - 1965年度興行収入6位
- 網走番外地 望郷篇（1965年10月） - 1965年度興行収入4位
- 網走番外地 北海篇（1965年12月） - 1965年度興行収入2位
- 網走番外地 荒野の対決（1966年4月） - 1966年度興行収入9位
- 網走番外地 南国の対決（1966年8月） - 1966年度興行収入3位
- 網走番外地 大雪原の対決（1966年12月） - 1966年度興行収入1位
- 網走番外地 決斗零下30度（1967年4月）
- 網走番外地 悪への挑戦（1967年8月）
- 網走番外地 吹雪の斗争（1967年12月） - 高倉健と菅原文太が初共演。

### 他監督作品
- 新 網走番外地（1968年12月、マキノ雅弘監督）
- 新網走番外地 流人岬の血斗（1969年8月、降旗康男監督）
- 新網走番外地 さいはての流れ者（1969年12月、佐伯清監督） - 宣伝ポスターデザインを横尾忠則が手掛けた。
- 新網走番外地 大森林の決斗（1970年8月、降旗康男監督）
- 新網走番外地 吹雪のはぐれ狼（1970年12月、降旗康男監督）
- 新網走番外地 嵐呼ぶ知床岬（1971年8月、降旗康男監督）
- 新網走番外地 吹雪の大脱走（1971年12月、降旗康男監督）
- 新網走番外地 嵐呼ぶダンプ仁義（1972年8月、降旗康男監督）

### シリーズ構想
シリーズは上記の後も続く予定があり、1973年4月後半公開を目指して新作が準備されていた。しかし1971年に東映社長に就任した岡田茂が、就任早々「お金にならないものは切る」と宣言。東映生き残りを賭け、全体事業の再構築を図り、このうち映画製作部門では、ギャラの高い割に率が悪い高倉と鶴田浩二を問題視し、菅原文太や梅宮辰夫、千葉真一、松方弘樹、渡瀬恒彦、安藤昇、梶芽衣子、池玲子、杉本美樹、谷隼人、中村英子ら、次世代スターをフル回転させ、新路線開拓を狙う1973年東映ラインアップを組んだため、本シリーズを終了させた。
高倉らを囲っていた俊藤浩滋プロデューサーがこれに激怒し、岡田と揉めたことで東映の「お家騒動」が起こった。結局一応の和解が成され、岡田と俊藤の手打ち式による高倉の東映戦列復帰第1作として、1973年春、同年夏のお盆映画企画として、高倉・石井輝男コンビ復活による『海軍横須賀刑務所』が制作発表された（しかし1973年の『仁義なき戦い』を嚆矢とする実録路線抬頭の煽りを受け、高倉・石井輝男コンビは『現代任侠史』の製作に移り、『海軍横須賀刑務所』の企画は、勝新太郎主演・山下耕作監督に交代して製作された）。

## ネット配信
- 東映シアターオンライン（YouTube）：2023年4月21日（JST） - 同年5月5日20:59（JST）